# مركز تنقلات ويندوز
مركز تنقلات ويندوز أو مركز تنقل ويندوز (بالإنجليزية: Windows Mobility Center)‏ أحد مكونات مايكروسوفت ويندوز، والذي تم تقديمه في ويندوز فيستا، والذي يركز على المعلومات والإعدادات الأكثر صلة بالحوسبة المتنقلة (المحمولة).

## المُلخّص
يوجد مركز تنقلات ويندوز في لوحة تحكم ويندوز ويتم تشغيله أيضًا بالضغط على مفاتيح ⊞ Win+X في ويندوز فيستا وويندوز 7، بشكلٍ افتراضي. لا يمكن الوصول إلى المركز على الحواسيب المكتبيَّة، ولكن يمكن تجاوز هذا القيد إذا قام المُستخدم بتحرير سجل النظام.
يتميز مركز تنقلات ويندوز بقابليتهِ على التوسعة؛ بحيث يمكن لِمُصنعي المعدَّات الأصليَّة تخصيص الواجهة بمربعات إضافيَّة وإضافة علامة تجارية للشَّركة.

## التاريخ
تتكوَّن واجهة المستخدم الخاصة بمركز التنقل على عِدة أقسام مربعة الشكل تحتوي كل منها على معلومات وإعدادات متعلقة بالمكون، مثل إعدادات الصوت وعمر البطارية وأنظمة الطاقة وسطوع الشاشة وقوَّة الشبكة اللاسلكية وحالتها. تعتمد المربعات التي تظهر داخل الواجهة على أجهزة النظام وبرامج التعريف.
عُرِضَ مركز التنقل لأول مرة خلال مؤتمر هندسة أجهزة ويندوز [الإنجليزية] لعام 2004. وكان يعتمد على تصميم واجهة مستخدم «Activity Center» الذي نشأ مع مشروع ويندوز نبتون المُهمل، وكان من المقرر إدراجه في نظام التشغيل ويندوز فيستا، الذي عُرف بعد ذلك باسمه الرمزي لونغهورن ‏. إلا أنه من الممكن للمطورين الفرديين إنشاء مربعات للواجهة أيضًا، على الرغم من عدم دعم مايكروسوفت لذلك.

## انظُر أيضًا
- الميزات الجديدة في ويندوز فيستا  [لغات أخرى]‏
- لوحة تحكم ويندوز